# Arrache et jette
Pour plus de détails, voir Fiche technique et Distribution.
Arrache et jette (titre original : Оторви и выбрось) est une comédie policière russe réalisée par Kirill Sokolov et sortie en 2021.

## Synopsis
Olya a passé quatre ans en prison et a décidé de commencer une nouvelle vie avec l'aide de sa fille. Mais sa fille vit avec sa grand-mère et celle-ci n'entend pas se séparer de sa petite-fille.

## Fiche technique
- Titre français : Arrache et jette[2]
- Titre original russe : Оторви и выбрось, Otorvi i vybros[3]
- Réalisation : Kirill Sokolov
- Scénario : Kirill Sokolov
- Photographie : Dmitri Oulukaïev
- Montage : Kirill Sokolov
- Musique : Max Roudenko
- Décors : Alexeï Nikonenko
- Production : Igor Michine, Artiom Vassiliev
- Société de production : Metrafilms (ru)
- Pays de production :  Russie
- Langue originale : russe
- Format : couleurs
- Genre : comédie policière
- Durée : 98 minutes
- Dates de sortie : 
  - Russie : 19 septembre 2021 (Kinotavr 2021) ; 21 avril 2022 (sortie nationale)

## Distribution
- Viktoria Korotkova : Olia
- Anna Mikhalkova : Vera Pavlova
- Sofia Krougova : Macha
- Alexandre Iatsenko : Oleg

## Exploitation
Le film est présenté pour la première fois en septembre 2021 au festival Kinotavr. Les critiques soulignent l'originalité du style de réalisation de Sokolov.